# Solrinnes
Solrinnes é uma comuna francesa na região administrativa de Altos da França, no departamento do Norte. Estende-se por uma área de 5.42 km². Em 2010 a comuna tinha 140 habitantes (densidade: 25,8 hab./km²).